# ホルダー (護衛駆逐艦)
|           |                       |
| 艦歴      |                       |
| 発注:     |                       |
| 起工:     |                       |
| 進水:     | 1943年11月27日        |
| 就役:     | 1944年1月18日         |
| 退役:     |                       |
| その後:   |                       |
| 除籍:     | 1944年9月23日         |
| 性能諸元  |                       |
| 排水量:   | 1,200トン             |
| 全長:     | 306 ft 0 in           |
| 全幅:     | 36 ft 7 in            |
| 吃水:     | 8 ft 7 in             |
| 機関:     |                       |
| 最大速:   | 21ノット              |
| 航続距離: |                       |
| 兵員:     | 士官8名 下士官兵201名 |
| 兵装:     |                       |

ホルダー(USS Holder, DE-401)は、アメリカ海軍の護衛駆逐艦。エドサル級の一隻。艦名はミッドウェー海戦で行方不明となった海軍パイロット、ランドルフ・ミッチェル・ホルダー中尉に因む。

## 艦歴
ホルダーはテキサス州ヒューストンのブラウン造船株式会社で起工し、1943年11月27日にアネット・ホルダー夫人（ホルダー中尉の母親）によって進水、1944年1月18日に艦長G・コック少佐の指揮下就役する。慣熟航海を終えた後、3月24日に地中海行きの船団を護衛して出撃した。アルジェリア沿岸に沿って航行中、4月10日と11日にドイツ軍機に追跡され、11日の夜中過ぎに雷撃機の攻撃を受けた。ホルダーや他の護衛艦はすぐに対空射撃を始め、煙幕を張った。しかし、1本の魚雷がホルダーの左舷中央部に命中した。ホルダーは曳航されてオランに着き、さらにニューヨークへ曳航された。ニューヨークには1944年6月9日に到着した。
ホルダーはニューヨーク海軍工廠で1944年9月13日に退役した。1944年9月23日に除籍される。船体の一部は護衛駆逐艦メンゲス(USS Menges, DE-320)の修理に使われ、残りは1947年6月17日にニューヨーク州ステーション・アイランドのジョン・W・ヴィッテ社にスクラップとして売却された。
ホルダーは第二次世界大戦の戦功で1個の従軍星章を受章した。 